# Elveno Pastorelli

Elveno Pastorelli, insieme con Sandro Pertini all'imboccatura del pozzo di Vermicino, in cui era prigioniero e morì il piccolo Alfredo Rampi

Elveno Pastorelli (Roccalbegna, 24 settembre 1930 – Roma, 25 settembre 1997) è stato un vigile del fuoco e prefetto italiano, primo responsabile operativo della protezione civile italiana.

## Biografia
Entrato come ufficiale nel corpo dei Vigili del Fuoco nel 1958, fu assegnato al Comando VV.F. di Roma, dove ebbe occasione di operare in diversi fatti di grande notorietà accaduti nella Capitale e in altre regioni. Fra questi la strage di largo Telese a Roma (1972). Nel 1975 divenne comandante dei Vigili della città.
Nel 1981 fu il responsabile delle operazioni di salvataggio di Alfredo Rampi, un bambino di 6 anni caduto in un pozzo artesiano a Vermicino, vicino a Roma. L'operazione fallì e il bambino morì prigioniero nel pozzo, ma la copertura televisiva delle operazioni rese Pastorelli di notorietà nazionale. In seguito a questa vicenda, il capo dello stato Sandro Pertini sollecitò la creazione di una struttura di Protezione Civile, che fu formata pochi mesi dopo con a capo il ministro del nuovo apposito dicastero, Giuseppe Zamberletti, e Pastorelli direttore generale.
Ebbe nel 1982 la nomina a prefetto e dal 1984 al 1987 fu capo di gabinetto del ministero; durante questo periodo scrisse un libro sull'argomento. Le dimissioni coincisero con la nomina a responsabile di un ufficio speciale della presidenza del consiglio per la ripartizione dei fondi ai terremotati del sisma dell'Irpinia del 1980. Fu direttore generale e presidente dell'Opera Nazionale dei Vigili del Fuoco.
Nel 1992 fu nominato Grande Ufficiale dell'Ordine al Merito della Repubblica Italiana.
Morì il 25 settembre 1997, all'età 67 anni, a causa di un male incurabile.

## Procedimenti giudiziari
Con il 1993 incominciarono una serie di traversie giudiziarie: l'architetto Luigi Adolfo Pirovano, strettissimo collaboratore di Pastorelli, fu indagato per il presunto incasso di una tangente di 250 milioni di lire, in una strana storia in cui figuravano in posizioni dubbie camorristi e religiosi. Nello stesso periodo Pastorelli fu accusato di abuso d'ufficio per presunta erogazione irregolare di finanziamenti a ditte dell'Irpinia e si autosospese dall'incarico di direttore della Protezione Civile. L'anno seguente fu indagato insieme con il ministro Enzo Scotti e altri per il reato di abuso in atti di ufficio per consentire vantaggi patrimoniali a terzi, in relazione alla realizzazione della strada a scorrimento veloce Ofantina bis.
Nel 1996 fu chiamato a rispondere dalla Procura regionale della Corte dei conti per il Lazio (insieme con Giovanni Goria, Ciriaco De Mita e Giulio Andreotti) di un danno erariale di 43 miliardi di lire per opere pubbliche mai realizzate in Sicilia; qualche mese dopo fu indagato dalla Procura di Como per sospetti illeciti relativi alle operazioni riguardanti i fondi per l'Irpinia, con ipotesi di tentativo di concussione ai danni di un imprenditore comasco.
Le posizioni giudiziarie ancora aperte furono chiuse nel 1997, con la morte di Pastorelli.